# Сакхайм, Дэниел
Дэ́ниел Сакха́йм (англ. Daniel Sackheim) — американский режиссёр кино и телевидения, продюсер и фотограф. Сакхайм был продюсером и режиссёром сериалов «Секретные материалы», «Закон и порядок», «Доктор Хаус» и «Полиция Нью-Йорка» и в данный момент работает режиссёром сериалов «Ходячие мертвецы» и «Американцы». Он выиграл премию «Эмми» как режиссёр, и дважды был номинирован за свою работу как продюсер.

## Жизнь и карьера
Дэниел Сакхайм является сыном сценариста Уильяма Сакхайма и его жены Джоанн. Его брат, Дрю Сакхайм, является модным фотографом.
Карьера Сакхайма началась с роли ассистента монтажёра в фильме 1984 года режиссёра Джона Кассаветиса «Потоки любви», прежде чем он нашёл работу ассоциированного продюсера сериала NBC «Полиция Майами».
Первой работой Сакхайма как режиссёра стал «Грибы», эпизод 1991 года премьерного сезона телесериала «Закон и порядок». Позже, Сакхайм продолжил быть продюсером пилотного эпизода телесериала 1993 года «Секретные материалы» и снял пилотный эпизод короткого сериала 1999 года «Жестокое царство», который был разработан Крисом Картером, создателем «Секретных материалов».
С 2010 года Сакхайм снял несколько эпизодов высоко-рейтингового сериала AMC «Ходячие мертвецы», и с 2013 года, работал в качестве продюсера сериала FX «Американцы».

## Награды
Работа Сакхайма заработала для него одну премию «Эмми» и две добавочных номинации на премию. В 1994 году Сакхайм выиграл премию «Эмми» за лучшую режиссуру драматического сериала, будучи номинирован за свою работу в эпизоде «Tempest in a C-Cup» сериала «Полиция Нью-Йорка». Его две номинации были за лучший драматический сериал, где он был в роли продюсера — за «Закон и порядок» в 1992 году, и за «Доктора Хауса» в 2007 году.

## Фильмография

### Фильмы
| Год  | Название                               | Ориг. название  | Роль                |
| ---- | -------------------------------------- | --------------- | ------------------- |
| 1984 | Потоки любви                           | Love Streams    | ассистент монтажёра |
| 1998 | Секретные материалы: Борьба за будущее | The X-Files     | продюсер            |
| 2001 | Стеклянный дом                         | The Glass House | режиссёр            |

### Телевидение
| Сериал                              | Ориг. название                    | режиссёр   | продюсер    |
| ----------------------------------- | --------------------------------- | ---------- | ----------- |
| Альфред Хичкок представляет         | The New Alfred Hitchcock Presents | —          | 21 эпизод   |
| Полиция Майами                      | Miami Vice                        | —          | 42 эпизода  |
| Закон и порядок                     | Law & Order                       | 7 эпизодов | 44 эпизода  |
| Скорая помощь                       | ER                                | 1 эпизод   | —           |
| Земля 2                             | Earth 2                           | 1 эпизод   | —           |
| Полиция Нью-Йорка                   | NYPD Blue                         | 3 эпизода  | —           |
| Тысячелетие                         | Millennium                        | 1 эпизод   | 11 эпизодов |
| Секретные материалы                 | The X-Files                       | 5 эпизодов | 23 эпизода  |
| Жестокое царство                    | Harsh Realm                       | 3 эпизода  | 8 эпизодов  |
| Справедливая Эми                    | Judging Amy                       | 3 эпизода  | 24 эпизода  |
| Лас-Вегас                           | Las Vegas                         | 1 эпизод   | 5 эпизодов  |
| Закон и порядок: Специальный корпус | Law & Order: Special Victims Unit | 1 эпизод   | —           |
| Крадущийся в ночи                   | The Night Stalker                 | 2 эпизода  | 5 эпизодов  |
| Доктор Хаус                         | House                             | 7 эпизодов | 44 эпизода  |
| Жизнь как приговор                  | Life                              | 7 эпизодов | 31 эпизод   |
| Обмани меня                         | Lie to Me                         | 6 эпизодов | 35 эпизодов |
| Кости                               | Bones                             | 1 эпизод   | —           |
| Искатель                            | The Finder                        | 2 эпизода  | 9 эпизодов  |
| Ходячие мертвецы                    | The Walking Dead                  | 3 эпизода  | —           |
| Американцы                          | The Americans                     | 7 эпизодов | 26 эпизодов |
| Мост                                | The Bridge                        | 1 эпизод   | —           |
| Оставленные                         | The Leftovers                     | 2 эпизода  | —           |
| Батл Крик                           | Battle Creek                      | 1 эпизод   | —           |
| Игра престолов                      | Game of Thrones                   | 2 эпизода  | —           |
| Человек в высоком замке             | The Man in the High Castle        | 1 эпизод   | —           |
| Бойтесь ходячих мертвецов           | Fear the Walking Dead             | 1 эпизод   | —           |
| Лучше звоните Солу                  | Better Call Saul                  | 2 эпизода  | —           |
| Озарк                               | Ozark                             | 2 эпизода  | —           |
| Джек Райан                          | Jack Ryan                         | 3 эпизода  | —           |
| Первые                              | The First                         | 2 эпизода  | —           |
| Настоящий детектив                  | True Detective                    | 4 эпизода  | —           |